# Pselliophora xanthopimplina
Pselliophora xanthopimplina är en tvåvingeart som beskrevs av Günther Enderlein 1921. Pselliophora xanthopimplina ingår i släktet Pselliophora och familjen storharkrankar. Inga underarter finns listade i Catalogue of Life.